# Gare de Sommerau
La gare de Sommerau (en allemand Bahnhof Sommerau) est une des deux gares de Gelterkinden, en Suisse.

## Service voyageurs

### Desserte
| Origine | Arrêt précédent | Train | Train | Train | Arrêt suivant | Destination |
| ------- | --------------- | ----- | ----- | ----- | ------------- | ----------- |
| Sissach | Diepflingen     |       | S     |       | Rümlingen     | Olten       |